# Ons (pel·lícula)
Ons és una pel·lícula dramàtica del 2020 de producció hispano-portuguesa dirigida per Alfonso Zarauza i escrit per Zarauza i Jaione Camborda. Ha estat rodat en gallec amb algunes parts el castellà. Es va estrenar al Festival de Cinema Europeu de Sevilla l'11 de novembre de 2020.

## Sinopsi
Vicente i Mariña arriben a l'illa d'Ons a passar les vacances d'estiu. Vicente ha patit un accident (del que no se'n donen detalls) que l'ha deixat seqüeles psicològiques i espera que les vacances puguin refer el seu matrimoni. Decideix perllongar la seva estada al poble i poc a poc comencen a aflorar secrets amagats i temptacions sexuals.

## Personatges
- Melania Cruz com a Mariña

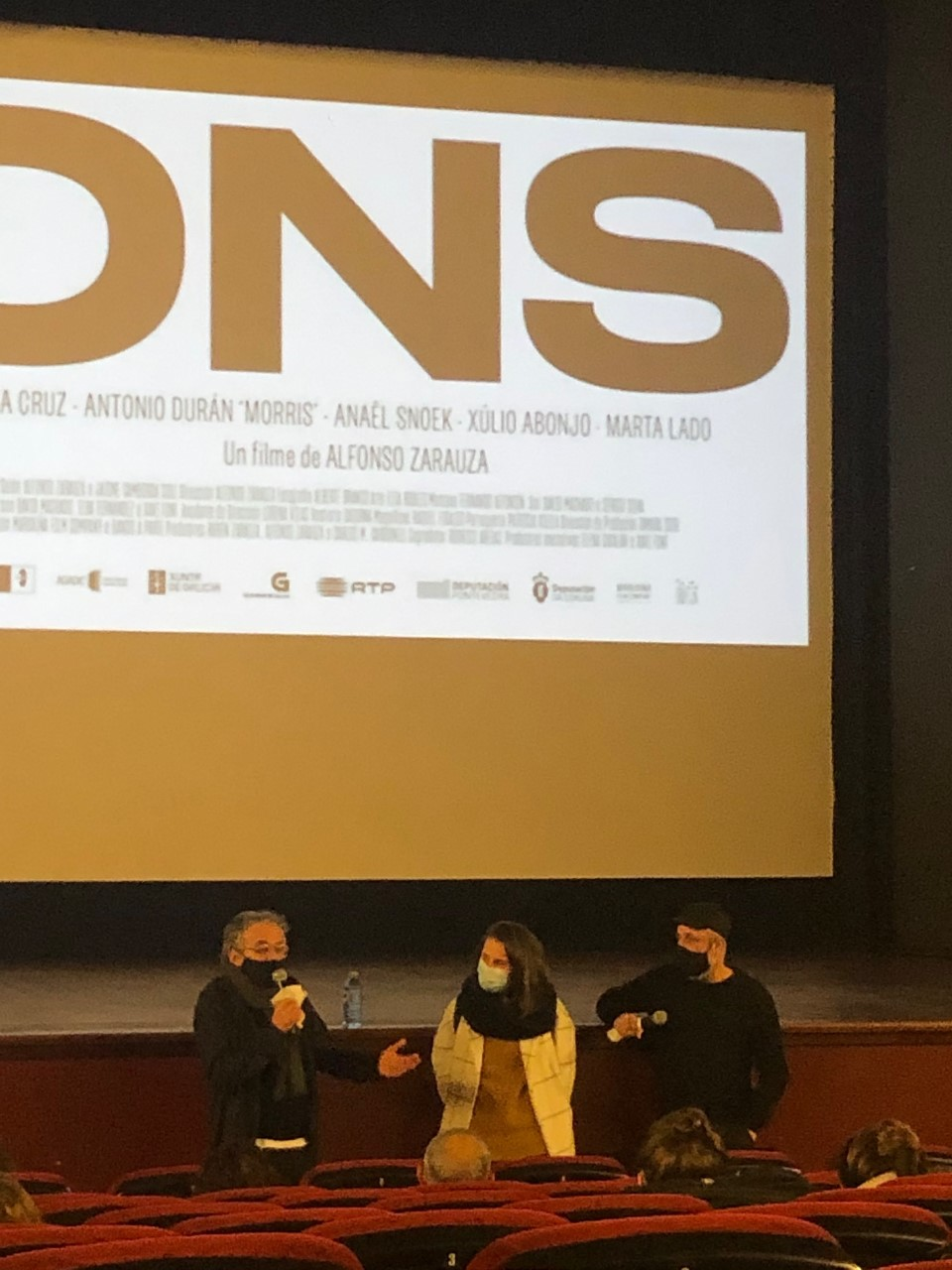
Col·loqui sobre el film a Vigo amb Morris (actor protagonista), Lorena Vilas (assistent de direcció) i Alfonso Zarauza (director).

- Antonio Durán "Morris" com a Vicente
- Anaël Snoek com a Creba
- Xúlio Abonjo com a Antón
- Marta Lado com a Isabel

## Producció
La pel·lícula fou rodada entre octubre i novembre de 2019 a l'illa d'Ons (Bueu), que forma part del Parc Nacional de les Illes Atlàntiques, i en la que bona part dels habitants de l'illa hi van participar com a extres. També es va projectar al Cineuropa de Santiago i a la fira Culturgal. Ha estat produïda per Maruxiña Film Company (Galícia) i Bando à Parte (Portugal), amb participació tant de Televisión de Galicia (TVG) com de Rádio e Televisão de Portugal (RTP), amb subvenció de l'Axencia Galega das Industrias Culturais (Agadic) i col·laboració de la Diputació Provincial de Pontevedra.

## Guardons i nominacions
19a edició dels Premis Mestre Mateo
| Categoria                    | Persona                           | Resultat   |
| ---------------------------- | --------------------------------- | ---------- |
| Millor pel·lícula            | Millor pel·lícula                 | Guanyador  |
| Millor director              | Alfonso Zarauza                   | Nominat    |
| Millor actor                 | Antonio Durán "Morris"            | Guanyador  |
| Millor actriu                | Melania Cruz                      | Guanyadora |
| Millor actor secundari       | Xúlio Abonjo                      | Nominat    |
| Millor actriu secundària     | Marta Lado                        | Guanyadora |
| Millor guió                  | Alfonso Zarauza i Jaoine Camborda | Guanyadors |
| Millor direcció de producció | Tamara Soto                       | Guanyadora |
| Millor muntatge              | Fernando Alfonsín                 | Guanyadora |
| Millor so                    | Sérgio Silva i David Machado      | Guanyadora |
| Millor fotografia            | Alberte Branco                    | Guanyadora |